# Choi Byung-hak
Choi Byung-hak (kor. 최병학; * um 1960) ist ein ehemaliger Badmintonspieler aus Südkorea.

## Karriere
Choi Byung-hak wurde 1979 und 1981 südkoreanischer Meister im Mixed mit Kang Haeng-suk. Bei den Asienspielen 1982 gewann er mit dem Herrennationalteam seines Landes Bronze im Mannschaftswettbewerb. 1983 und 1985 nahm er an den Badminton-Weltmeisterschaften teil.

## Referenzen
- bka.kr
- Badminton-Sport 1985, Juli, S. 4–8

| Personendaten    | Personendaten                    |
| ---------------- | -------------------------------- |
| NAME             | Choi, Byung-hak                  |
| ALTERNATIVNAMEN  | 최병학                           |
| KURZBESCHREIBUNG | südkoreanischer Badmintonspieler |
| GEBURTSDATUM     | um 1960                          |